# ISO 7010

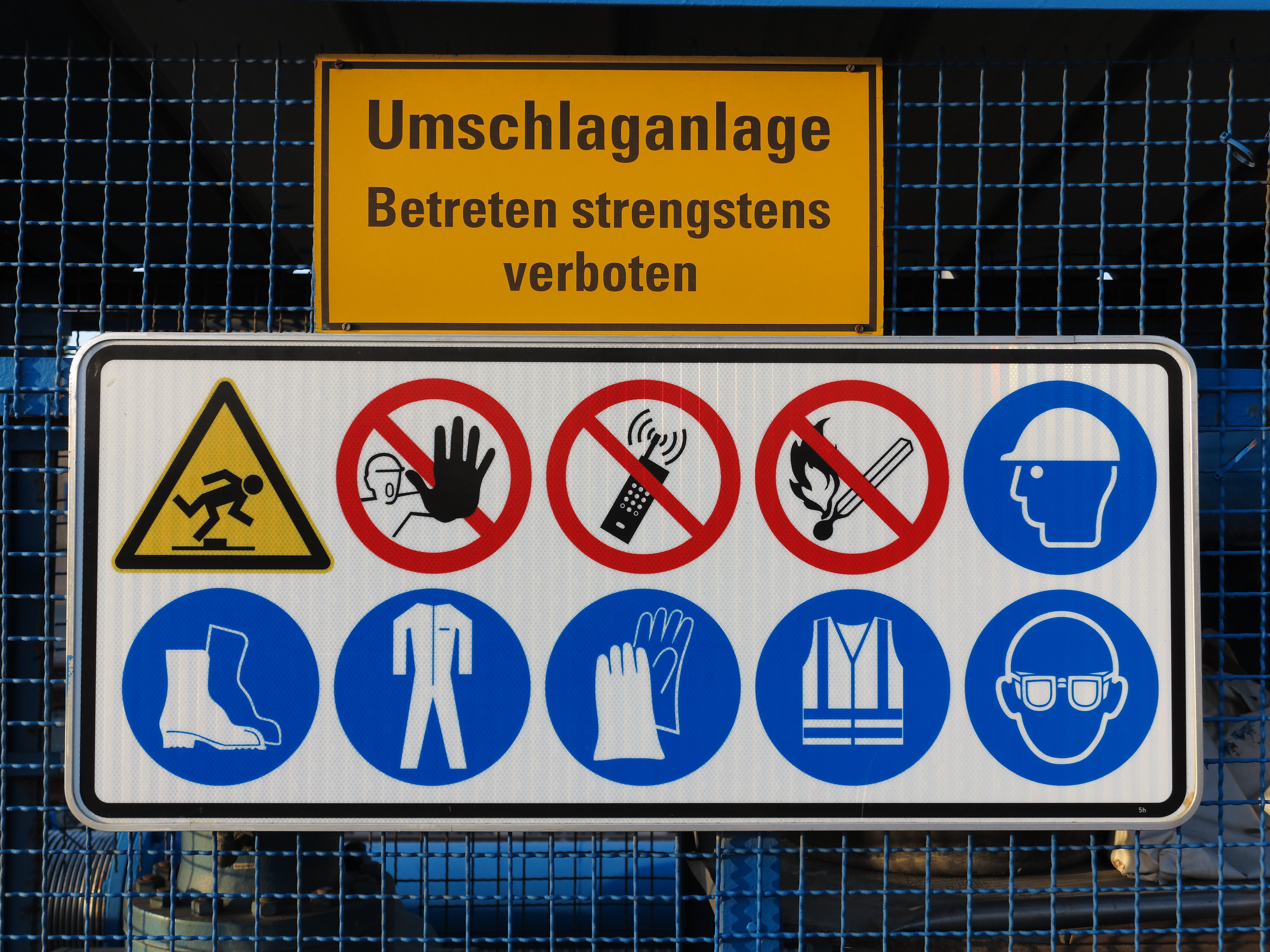
Esempio di utilizzo di simboli conformi alla norma ISO 7010 su un cartello.

ISO 7010 è una norma tecnica (o "standard") dell'ISO (Organizzazione internazionale per la normazione) che definisce i pittogrammi di sicurezza rappresentati sulla segnaletica di sicurezza, compresi quelli che indicano i pericoli, gli obblighi, i divieti, le misure di emergenza e antincendio.
Tale standard utilizza i colori, le forme e i principi stabiliti nelle norme ISO 3864-1 Graphical symbols — Safety colours and safety signs — Part 1: Design principles for safety signs and safety markings e ISO 3864-3 Graphical symbols — Safety colours and safety signs — Part 3: Design principles for graphical symbols for use in safety signs.

## Storia
Lo standard è stato pubblicato nell'ottobre 2003, sostituendo la ISO 3864:1984, e la ISO 6309:1987 sulla segnaletica di sicurezza antincendio per creare uno standard unico e distinto per i simboli di sicurezza.
La versione ISO 7010:2019 ha annullato e sostituito la ISO 20712-1:2008, incorporando la segnaletica di sicurezza in acqua e le bandierine di sicurezza in spiaggia specificate in essa.

## Ambiti di applicazione
Lo standard ISO 7010 è applicabile ai luoghi dove è necessario tutelare la salute e la sicurezza delle persone, come ad esempio i luoghi di lavoro, tranne dove è applicabile una regolamentazione più specifica, come ad esempio nell'ambito dei trasporti.
Esiste anche la possibilità di inserire i pittogrammi definiti dallo standard ISO 7010 all'interno di cartelli formattati secondo gli standard americani ANSI Z535.

## Forme e colori dei segnali
ISO 7010 specifica cinque combinazioni di forme e colori per distinguere tra i tipi di informazioni presentate.
| Tipo di segnale    | Significato                                                 | Colore | Forma                                       | Esempio                                      |
| ------------------ | ----------------------------------------------------------- | ------ | ------------------------------------------- | -------------------------------------------- |
| Divieto            | Non fare                                                    | Rosso  | Cerchio tagliato da una linea diagonale     | Divieto di usare fiamme libere               |
| Obbligo            | Fare                                                        | Blu    | Cerchio                                     | Obbligo di utilizzare protezioni per l'udito |
| Pericolo           | Attenzione o pericolo                                       | Giallo | Triangolo equilatero con angoli arrotondati | Pericolo di materiali esplosivi              |
| Gestione emergenze | Identificazione di misure di sicurezza e vie di evacuazione | Verde  | Quadrato o rettangolare                     | Punto di raccolta in caso di emergenza       |
| Antincendio        | Identificazione di attrezzature antincendio                 | Rosso  | Quadrato                                    | Estintore                                    |